# Xibim Elcom
Xibim Elcom (em árabe: شبين الكوم; romaniz.: Xibīn al-Kawm ou Xibīn El-Kom) é uma cidade do Egito, capital da província de Monufia. Possui 25,5 quilômetros quadrados e segundo censo de 2018, havia 249 611 habitantes.